# Château de Fresnes (Seine-et-Marne)
Le château de Fresnes (Seine-et-Marne), dit aussi le château de Fresnes-sur-Marne, est un château disparu situé sur la commune de Fresnes-sur-Marne. Il a été agrandi par l'architecte François Mansart, qui y bâtit une superbe chapelle.
L'emprise du parc du château est actuellement faite de champs.

## Histoire

### Moyen Âge
Au XIIe siècle, le seigneur « Dreux de Fresnes », issu de la famille capétienne, construit le premier château, sans doute une tour entourée de palissades.

### Renaissance (XVIesiècle)

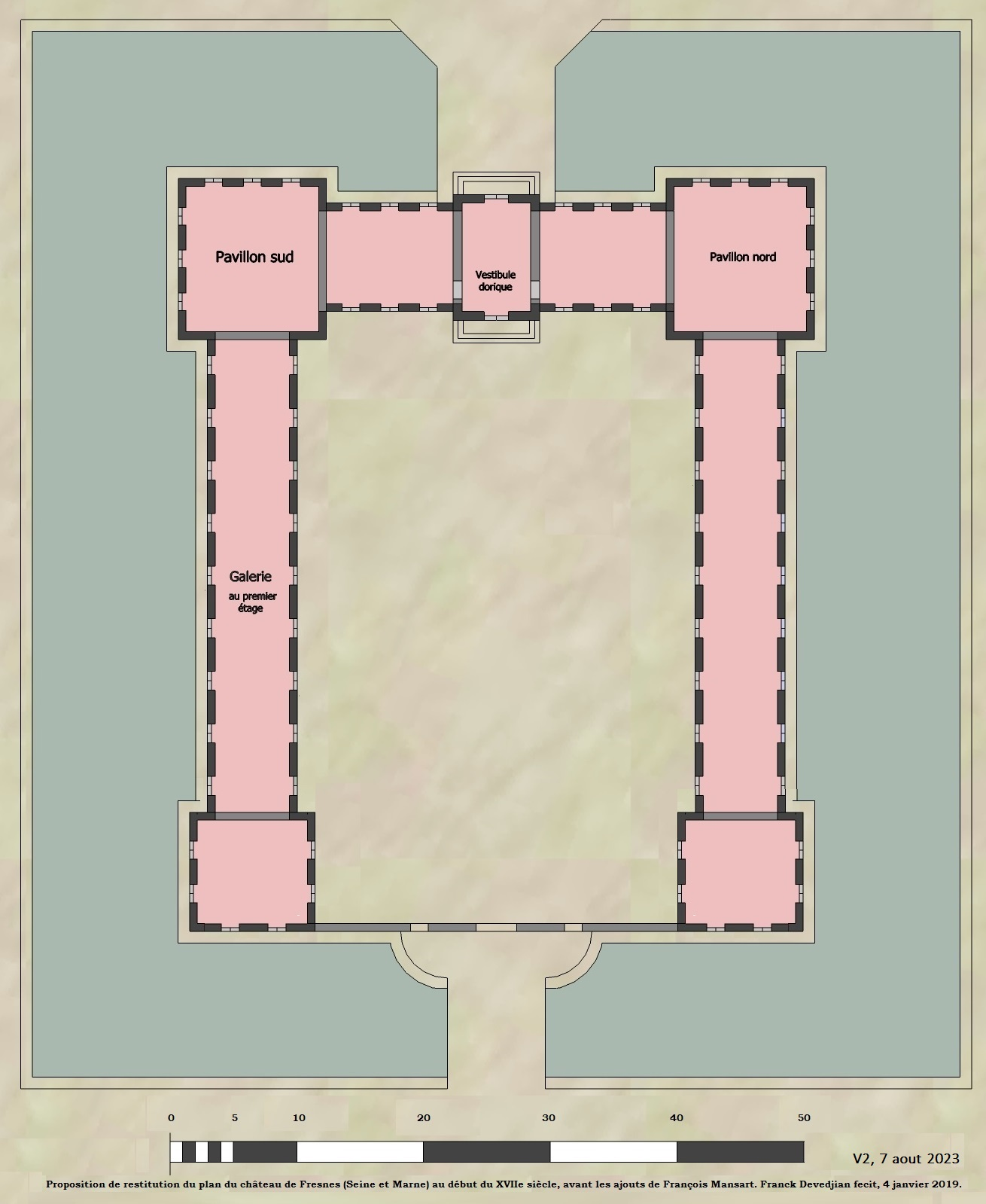
Essai de restitution du plan du château de Fresnes (Seine-et-Marne), avant les travaux de Mansart.

Au XVIe siècle, sous le roi Henri II, en 1550, le deuxième propriétaire connu, Florimond II Robertet, était conseiller d'État et des finances du royaume
François d'O, surintendant des Finances d’Henri IV y résida de 1589 à 1594.

### AuXVIIesiècle(Grand Siècle)

#### Le château de Pierre Forget de Fresnes
En 1594, la vie du village devient intimement liée au château acquis par Pierre Forget de Fresnes, secrétaire d'État et intendant général des Bâtiments de la Couronne pour Henri IV. Passionné par ce bel édifice, il lui donna tout son lustre.
Il y rédigea le fameux édit que le roi Henri IV signa à Nantes le 13 avril 1598.
Gabrielle d'Estrées, Marquise de Montceaux, illustre maîtresse d’Henri IV, étant la marraine de la fille de Pierre Forget, séjourna aussi au domaine ainsi que le fils qu’elle a eu d’Henri IV, César Phoebus d'Albret, comte de Miossens, marié à Magdeleine de Guénégaud.

#### 1641, acquisition parHenri de Guénégaud

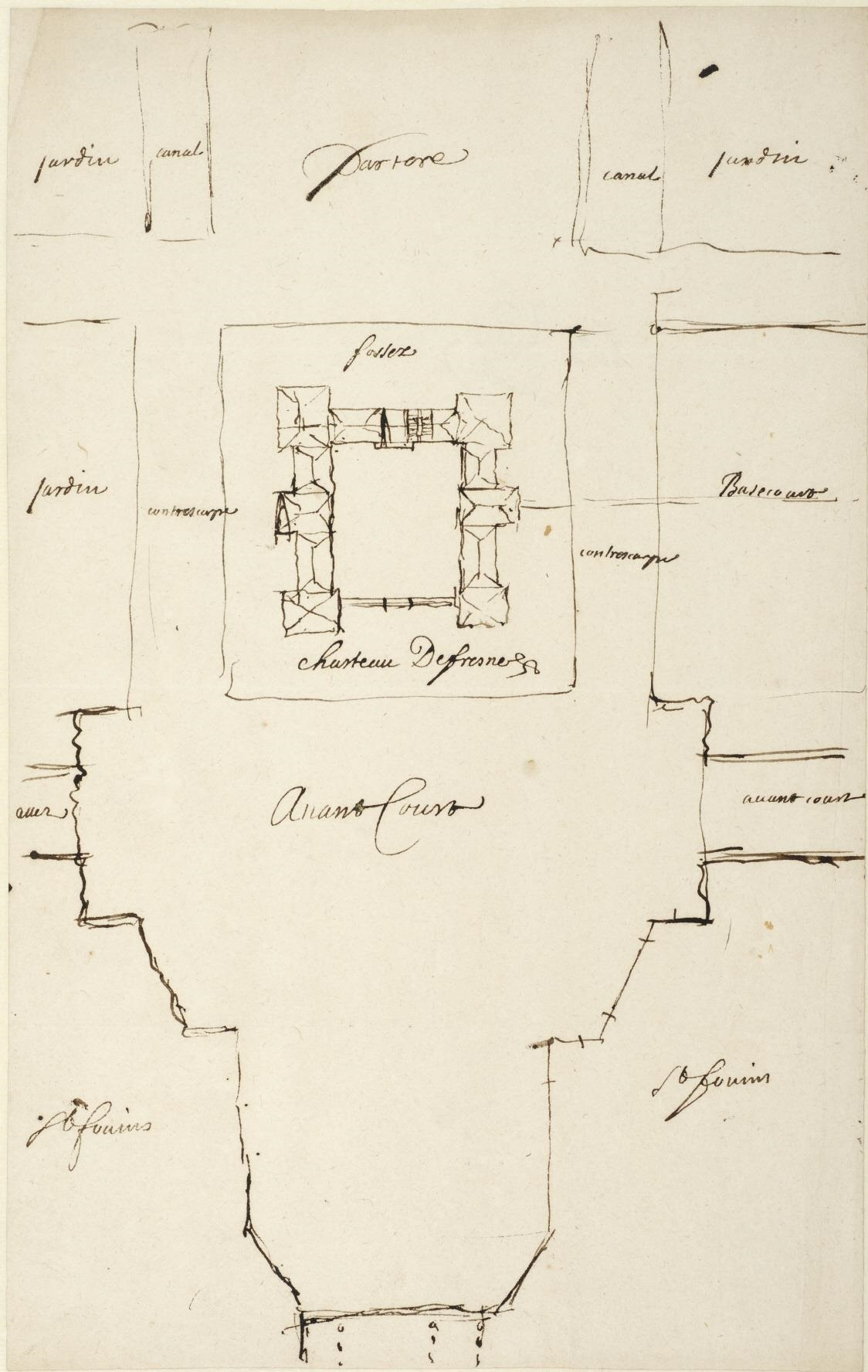
Plan schématique du château de Fresnes et de ses abords immédiats, XVIIe siècle, coll. Nationalmuseum Stockholm

Les plus grands noms du royaume, Henri IV, Louis XIV en 1659, Monsieur, frère du roi Louis XIV et haute noblesse… aimaient résider dans le château somptueux pour des « séjours enchanteurs » comme affirmé dans les écrits passés.
La marquise de Sévigné, amie de Madame de Guénégaud, s'extasie sur la beauté du château et du parc. D’ailleurs, en 1645, sous la régence d'Anne d'Autriche, Henri de Guénégaud, marquis de Plancy et du Plessis-Belleville, financier et secrétaire d'État à la Maison du Roy (juste avant Colbert) devint seigneur de Fresnes.
Mme du Plessis-Guénégaud tient un salon littéraire fort à la mode à cette époque, et le château de Fresnes sert de cadre  à ces réunions d'amis et de cercles politiques et culturels, qui s'évadent de la capitale à la belle saison. 

En 1647, François Mansart conçut la chapelle du château selon les plans qu’il avait préparés pour la construction du Val-de-Grâce à Paris.
Dulaure indique (1755) : ce château "est renommé principalement pour sa chapelle, qui passe avec raison pour un chef-d'œuvre d'Architecture de François Mansard. Cet habile homme avoit été choisi par la Reine Anne d'Autriche, pour élever la belle église du Val-de-Grace à Paris. Lorsqu'il l'eut conduite jusqu'à la grande corniche, la Reine, pour des considérations particulières, jugea à propos d'en charger d'autres architectes. Mansard piqué de cette préférence, résolut de faire connoître le peu de capacité de ceux qui l'avoient ainsi supplanté. Il entreprit alors la Chapelle de Fresnes pour M. de Guénégaud, secrétaire d'Etat ; et il exécuta en petit le modèle qu'il avoit imaginé pour le Val-de-Grâce, dont la coupe de cette chapelle n'a guère que la troisième partie du diamètre."
Henri du Plessis Guénégaud meurt en 1676.

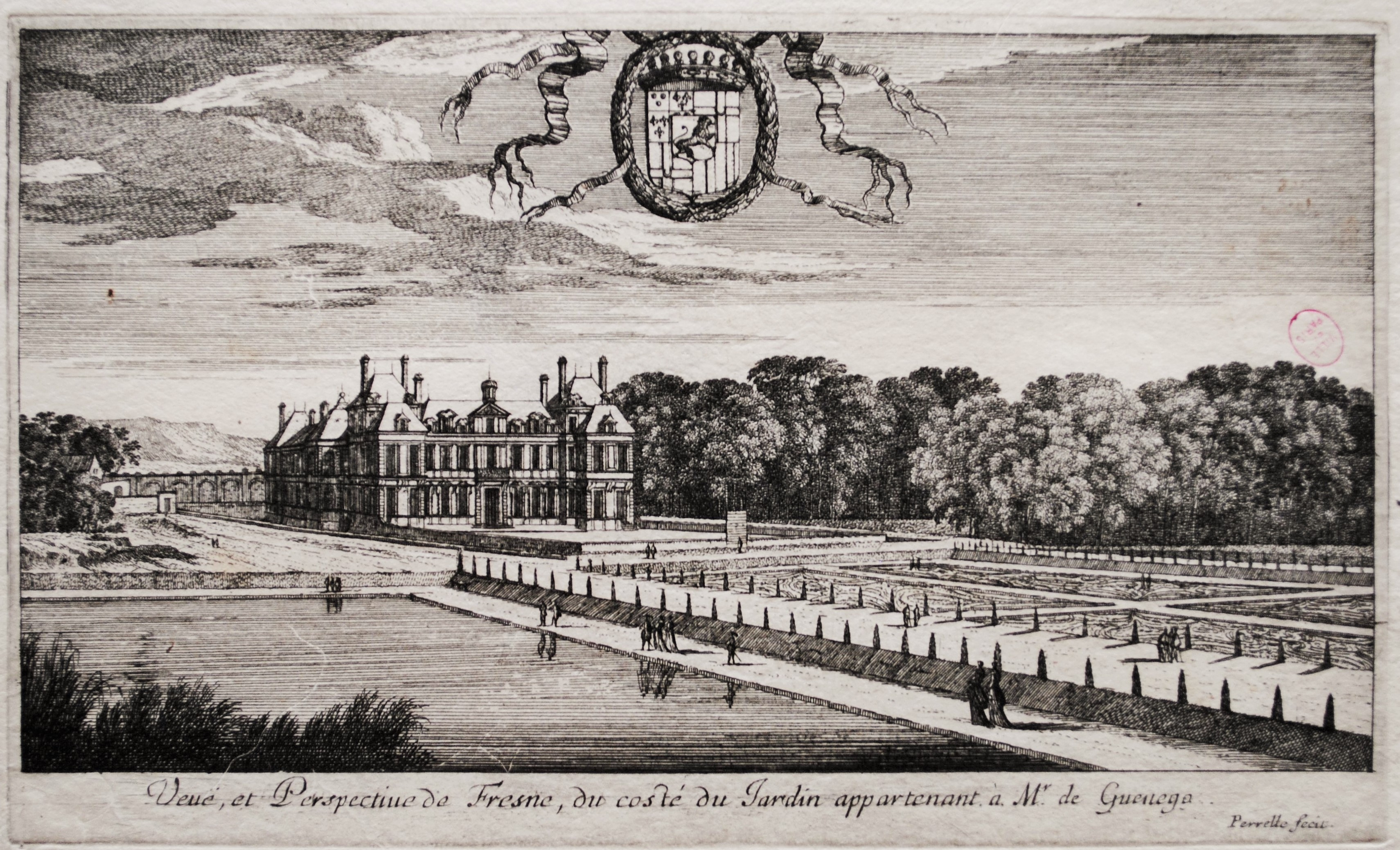
Gravure de Pérelle du château de Fresnes du côté du jardin, seconde moitié du XVIIe siècle.
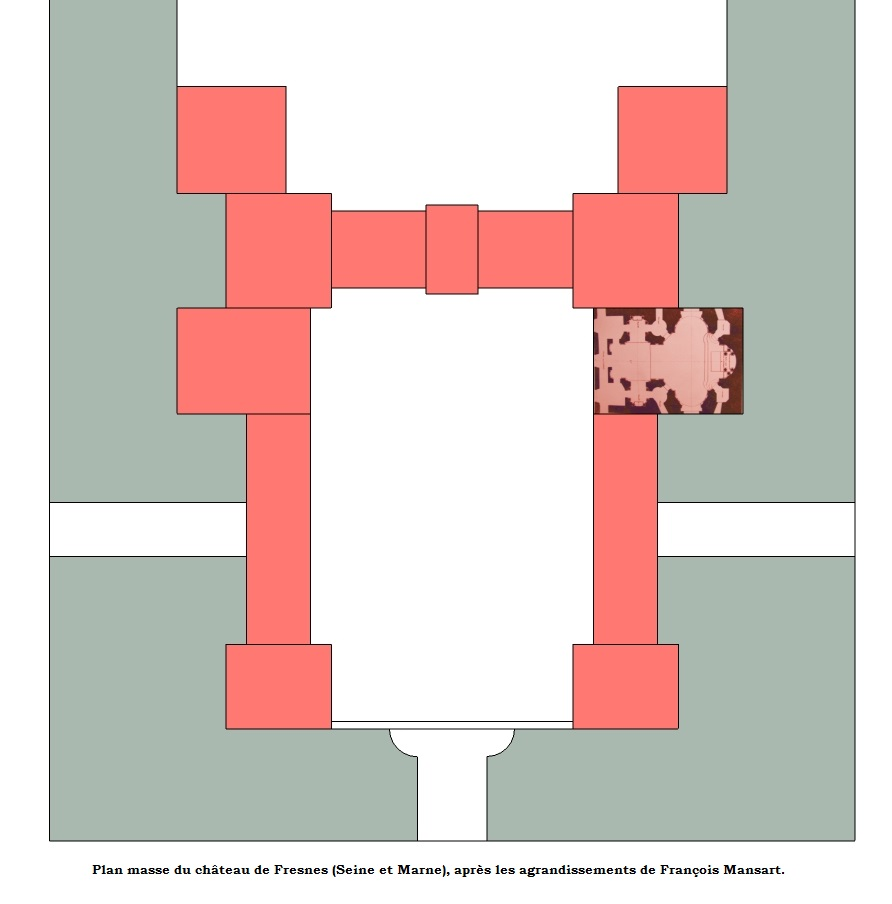
Plan du château après les agrandissements de François Mansart.
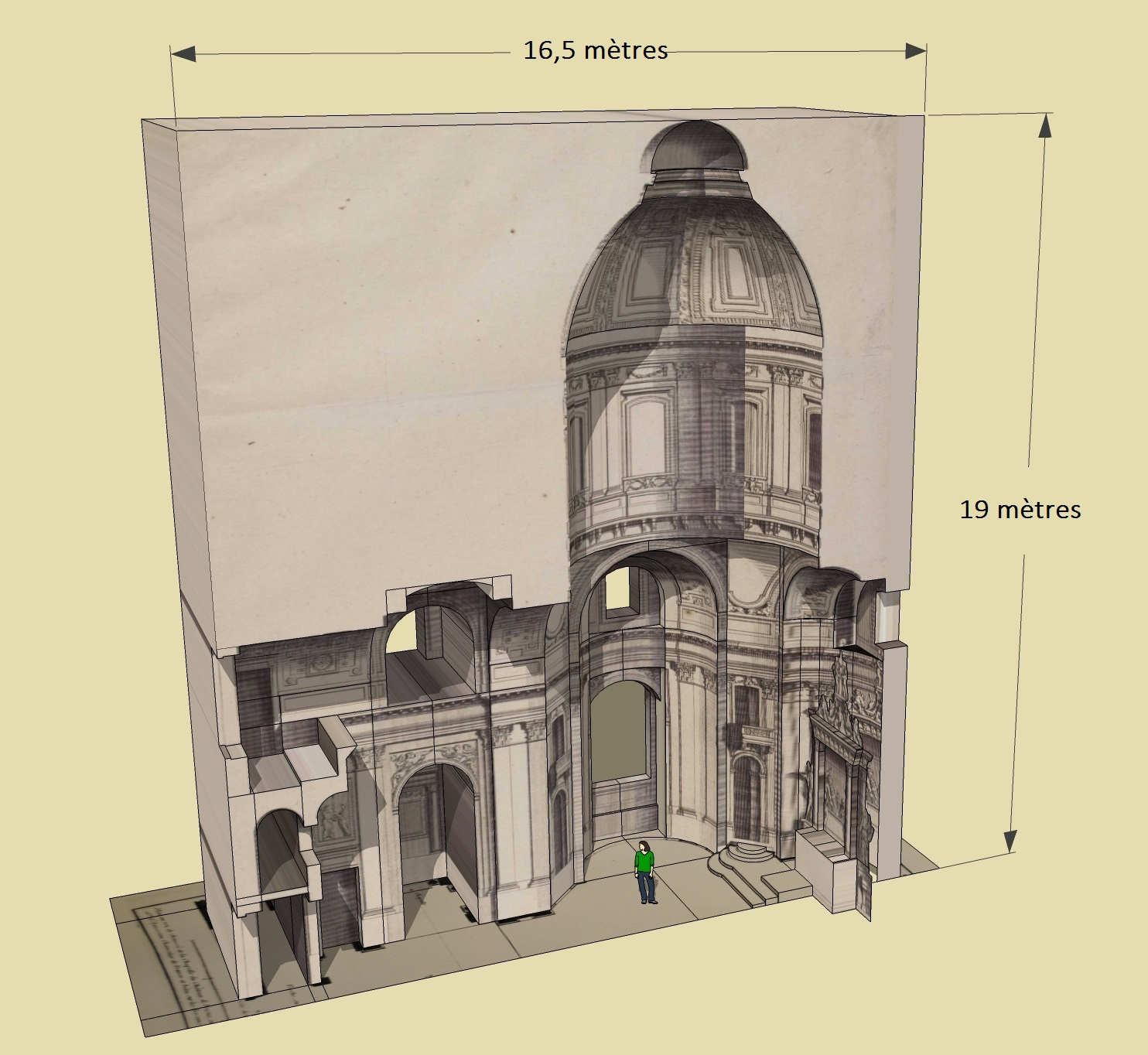
Schéma de l'intérieur de la chapelle du château de Fresnes-sur-Marne, moitié du XVIIe siècle.
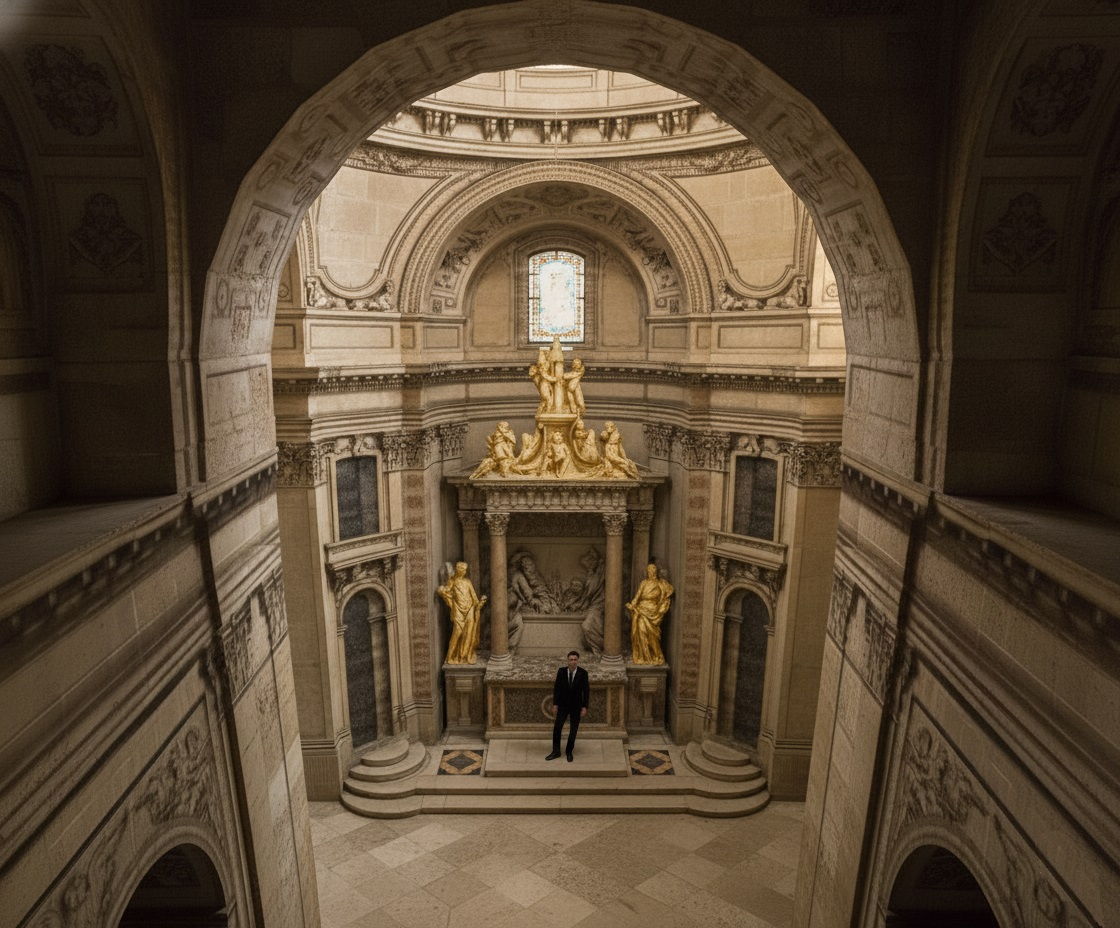
Schéma de la vue de la chapelle depuis la tribune, château de Fresnes.
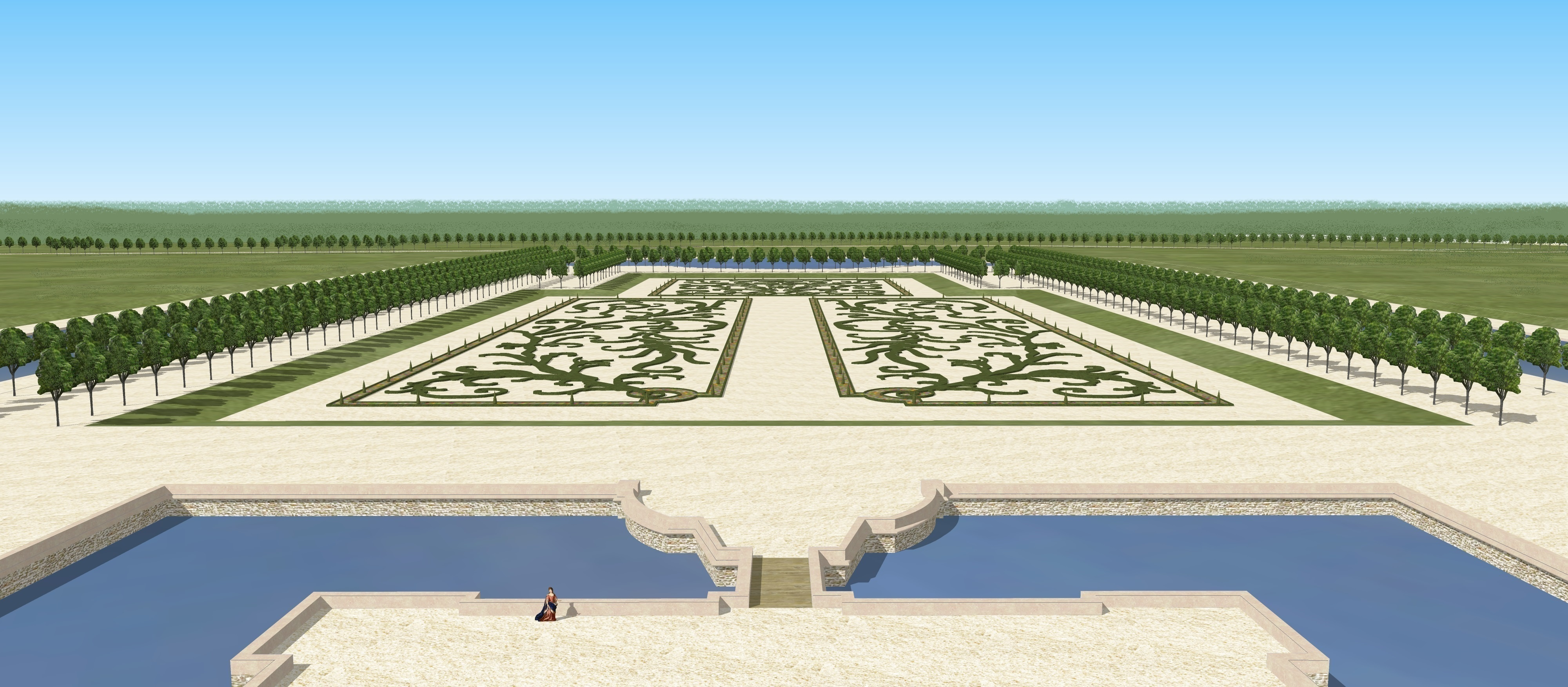
Restitution de la vue depuis la lanterne sur le parterre du château de Fresnes-sur-Marne, au XVIIe siècle.

### AuXVIIIesiècle: le château de d'Aguesseau

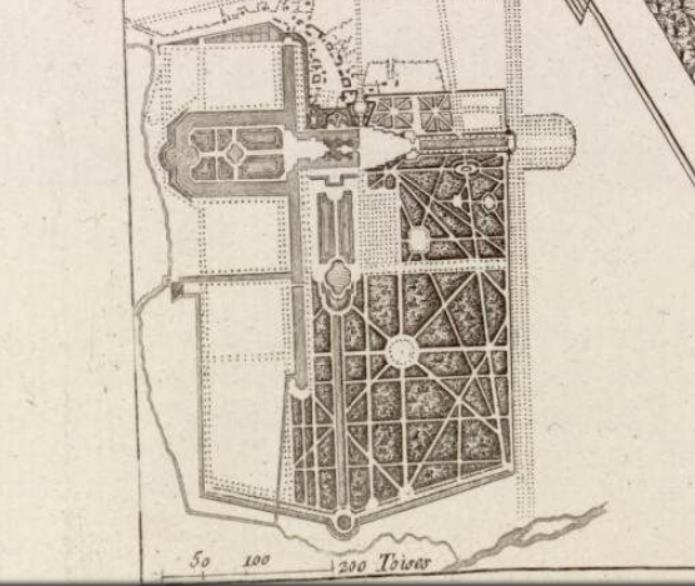
Plan gravé du jardin du château de Fresnes-sur-Marne à la fin du XVIIIe siècle, publié par Le Rouge (jardins anglo-chinois).

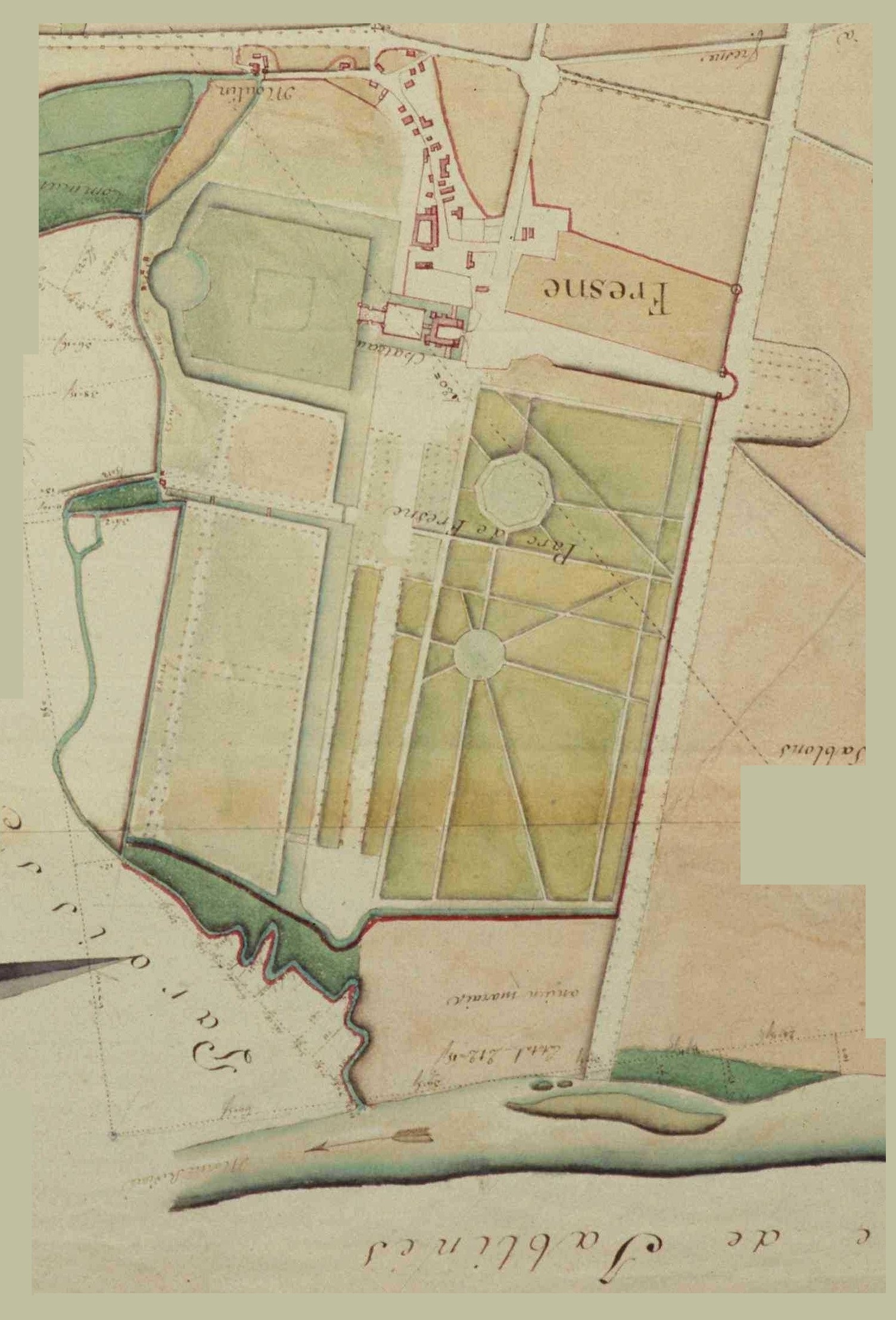
Plan d'intendance du château de Fresnes-sur-Marne, AD77.

En 1722, réformateur, chancelier et garde des sceaux sous Louis XV, Henri François d’Aguesseau s’y retira cinq années qu'il devait ensuite se remémorer avec délices. Magistrat intègre, juriste éminent, orateur éloquent, il n'était pas moins remarquable par ses qualités sociales, sa piété et son immense instruction. Poète, il signa en 1751, « Les maximes et pensées » dont cette citation « La véritable grandeur d'âme rougit en secret des applaudissements qu'elle est forcée de recevoir. »

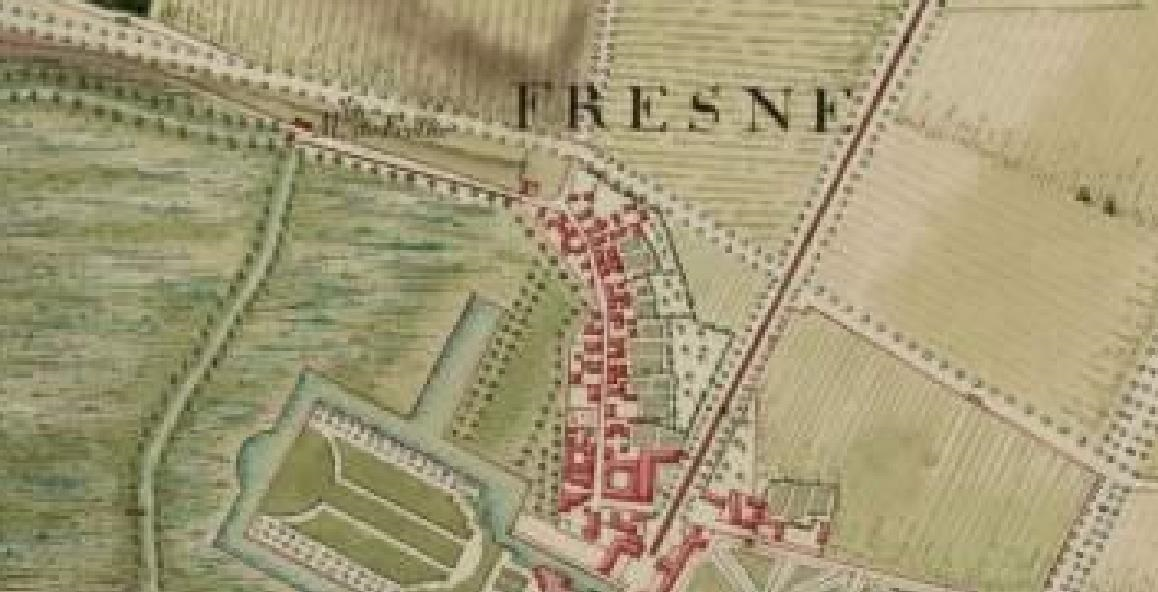
Détail du plan Trudaine, avec partie d'aménagement du grand parterre et des canaux, vers 1740.

### AuXIXesiècle

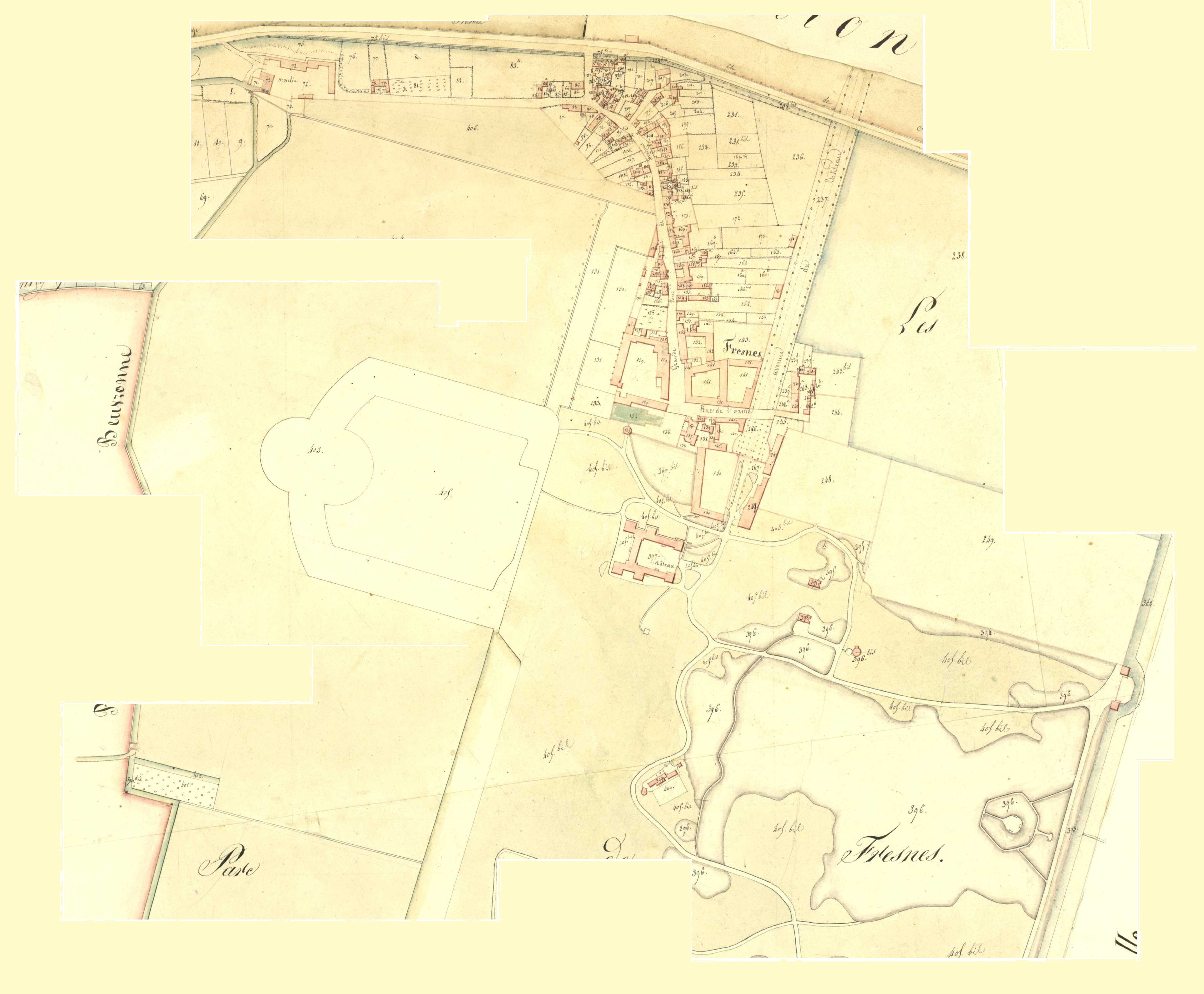
Plan cadastral du château de Fresnes-sur-Marne, 1810, AD 77.

Le plan cadastral napoléonien vers 1810, conservé aux Archives départementales de Seine-et-Marne, permet d'obtenir l'emprise du château et des anciens jardins. C'est le document le plus fidèle pour connaître les proportions réelles de l'ancien domaine.

### AuXXesiècle
La porte monumentale d’entrée sur le domaine était encore visible sur des photographies du début du XXe siècle.

### De nos jours (XXIesiècle)

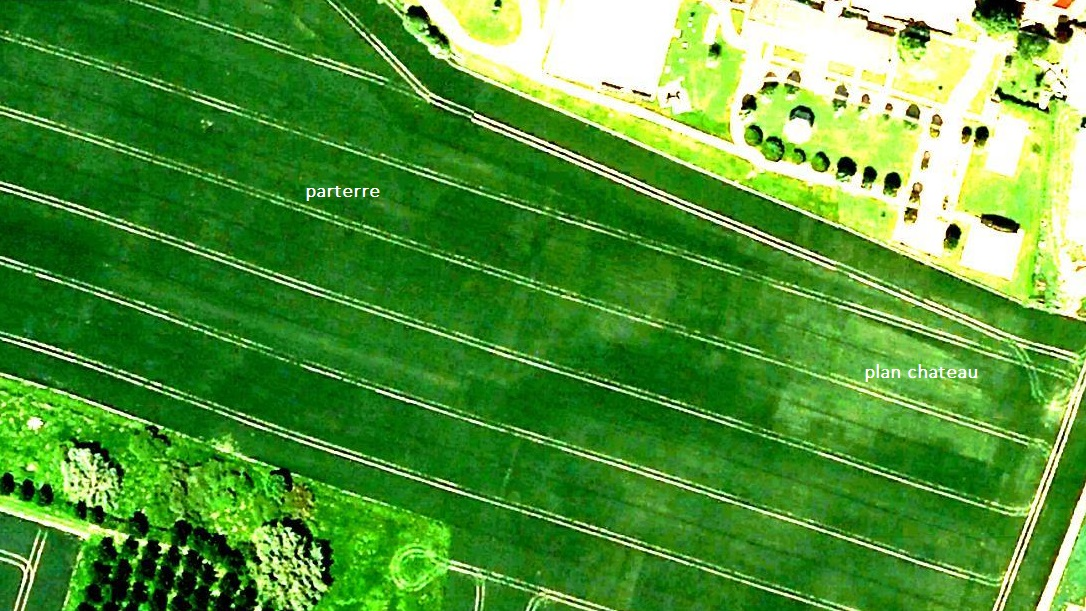
Vue aérienne avec révélation des restes des soubassements du château de Fresnes, et mur de l'ancienne terrasse du grand parterre, 2020.

Le château, s’il ne reste plus rien du bâtiment aujourd’hui, a laissé des traces dans l’histoire tant par sa richesse architecturale que par la qualité de ses propriétaires et résidents.
Une vision aérienne permet de revoir l'emplacement des soubassements du château et des murs de la terrasse du grand parterre. Un chantier archéologique permettrait de retrouver toutes les caves du château, ainsi que les douves.